# Gino Zappa
Gino Zappa (Milano, 30 gennaio 1879 – Venezia, 14 aprile 1960) è stato un economista italiano.

## Biografia
Nasce a Milano il 30 gennaio 1879. Allievo di Fabio Besta all'Università "Ca' Foscari" di Venezia, consegue, nel 1904, la laurea e, nel 1905, l'abilitazione all'insegnamento della ragioneria. Dopo alcuni lavori sulle valutazioni di bilancio, assume l'incarico dell'insegnamento di Ragioneria nell'Università degli Studi di Genova (1906), presso il Regio Istituto Superiore di Scienze Economiche e Commerciali. Qui rimane fino al 1921, anno della sua nomina in ruolo, per concorso, all'Università Ca' Foscari di Venezia, sulla cattedra che era stata già del Besta. A partire dal 1921 svolge attività di insegnamento e ricerca presso tale Istituto e, contestualmente, presso l'Università “L. Bocconi” di Milano.
Nel 1927, in occasione dell'inaugurazione dell'anno accademico dell'Università "Ca' Foscari" di Venezia, pronuncia la celebre prolusione “Tendenze Nuove negli studi di Ragioneria”, che costituisce il manifesto fondativo dell'economia aziendale. Nel 1937 pubblica, nella sua edizione definitiva, l'opera fondamentale “Il Reddito d'Impresa – Scritture doppie, conti e bilanci di aziende commerciali”. Alcuni scritti vedono la luce in litografia, come la “Tecnica delle speculazioni di borsa”.
L'amore per la scuola e la dedizione all'insegnamento lo spingono a pubblicare, in collaborazione con Azzini, Cudini e Marcantonio, anche alcune opere ad uso degli Istituti di istruzione secondaria superiore.

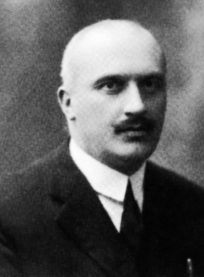
Immagine giovanile di Gino Zappa

Si dedica intensamente all'Università, formando una schiera di valorosi discepoli (Lino Azzini, Ugo Caprara, Pietro Onida, Aldo Amaduzzi, Teodoro D'Ippolito, Giordano Dell'Amore, Pasquale Saraceno, Ettore Lorusso, Arnaldo Marcantonio, Giorgio Pivato, Tommaso Zerbi, Carlo Masini, Napoleone Rossi, Luigi Guatri, Tancredi Bianchi ed altri ancora), suscitando un fervore di studi nel campo economico-aziendale.
La sua attività si esplica, talvolta, al di fuori dei confini accademici, ricoprendo importanti incarichi: alta risonanza hanno, ad esempio, la relazione per il Senato, in funzione di Alta Corte di giustizia per taluni suoi membri, al tempo della caduta della Banca Italiana di Sconto; la relazione sulla funzione della Borsa in occasione di una clamorosa speculazione sui titoli azionari; la relazione stesa come Sindaco di un grande Istituto di credito; le numerose relazioni elaborate per incarico dell'I.R.I. sulle situazioni economico-finanziarie di varie imprese (Caprara 1961).
Il conferimento, da parte del Presidente della Repubblica, nel 1955, del titolo di Professore emerito e, nel 1956, del Diploma di Prima classe dei benemeriti della scuola, della cultura e dell'arte, con medaglia d'oro, attestano “… il giusto, riconoscimento pubblico di un'attività insigne” (Onida, 1961, p. 354).
Cessato l'insegnamento universitario, nonostante la cecità da cui è colpito negli ultimi dieci anni di vita, lavora instancabilmente ad un'opera di vasto respiro “Le Produzioni nell'economia delle imprese” (1956 e 1957) e all'opera, pubblicata postuma, su “L'economia delle aziende di consumo” (1962). In particolare, il suo pensiero si concretizza nella costruzione di una disciplina, l'Economia Aziendale, che arricchisce gli studi economici di contributi derivanti da una conoscenza intima delle aziende nelle loro problematiche amministrative (cfr. Canziani 1987).
Muore a Venezia il 14 aprile 1960.

## Intorno ai Fondamenti dell'Economia Aziendale

### L'Economia Aziendale: l'unitarietà delle discipline di rilevazione, gestione, organizzazione
“La scienza che studia le condizioni di esistenza e le manifestazioni di vita delle aziende, la scienza dell'amministrazione economica delle aziende, insomma, l'economia aziendale è la nostra scienza”.
Così G. Zappa in Tendenze Nuove negli studi di Ragioneria (1927). Le grandi linee del rinnovamento degli studi economico-aziendali vengono da lui tracciate in questa storica Prolusione, pronunciata nel 1926, in occasione dell'inaugurazione dell'anno accademico dell'Università "Ca' Foscari" di Venezia, e pubblicata l'anno successivo, nel 1927. È il discorso che segna, quasi, l'inizio ufficiale del nuovo corso degli studi economico-aziendali in Italia.
Nella Prolusione, egli pone le fondamenta dell'Economia Aziendale, concepita come disciplina in grado di comporre, in un tutto unitario, gli studi in materia di rilevazione, gestione e organizzazione.
In quest'opera, Zappa lancia una sfida avvincente: creare una “scienza unitaria” “di vasto contenuto” che tenda “a comporre in un tutto, ordinato generalmente per principi, lo studio dell'economia di azienda nelle sue molteplici e complesse manifestazioni” (Zappa 1956, p. 3). G. Zappa apre, così, nuovi scenari evolutivi nel pensiero economico e aziendalistico in Italia: gli studiosi delle discipline contabili, di gestione e di organizzazione sono chiamati ad allargare i rispettivi orizzonti e ad incamminarsi su percorsi di ricerca complementari.
L'obiettivo unificante dei rispettivi sforzi di ricerca è comprendere le aziende in profondità e, in ultima analisi, produrre conoscenze utili agli amministratori, ai manager, ai policy maker per migliorarne il governo.
Il rinnovamento nel pensiero scientifico apportato dall'opera Tendenze Nuove negli studi di Ragioneria è tanto più evidente ove si consideri lo stato dell'arte, nel primo ventennio del secolo scorso, delle discipline aziendali ed economiche (Onida, 1961, pp. 337–341).
- le discipline contabili, all'epoca, erano incentrate sullo “studio dei metodi e dei procedimenti di rilevazione” piuttosto che sulla idoneità di tali strumenti ad “offrire conoscenze intorno alla vita economica delle aziende” (Onida 1961, p. 337).
- le discipline tecnico-amministrative, dal canto loro, studiavano le aziende limitatamente alle tipiche operazioni di gestione, distinte per grandi classi, descrivendone le diverse possibili modalità tecniche e giuridiche.
- quanto agli studi tecnico-organizzativi, essi si proponevano di individuare principi relativamente semplici e universalmente validi di management ‘scientifico’, senza, tuttavia, elaborare strumenti concettuali utili a penetrare la complessità sistemica e il dinamismo dell'azienda.
- da ultimo, i cultori di economia, salvo poche eccezioni, non erano interessati a entrare nella conoscenza delle aziende,  costruendo le loro teorie per lo più sui comportamenti degli individui, delle aziende considerate come black box e di vasti aggregati di operatori economici.

Rilevati i ristretti spazi esplorativi in cui si muovevano le discipline aziendali del tempo, Zappa ne amplia gli orizzonti di indagine, creando, fra di esse, un legame inscindibile. Nella sua ipotesi, la conoscenza della gestione e dell'organizzazione non può prescindere dalla rilevazione dei fenomeni considerati, così come la ragioneria necessita della gestione e dell'organizzazione per descrivere ed interpretare i contenuti economico-aziendali sottostanti ai bilanci e ai dati oggetto delle rilevazioni extracontabili.
L'associazione “in un coordinato procedere” dei tre ordini di indagine verso un unico obiettivo rivoluziona i confini delle discipline aziendali, dando origine all'Economia Aziendale.
Questa, è da sottolineare, non si limita al semplice accostamento delle tre discipline, presuppone, bensì, un orientamento nuovo e nuovi concetti e prospettive di indagine. Zappa ne elabora i capisaldi, indicando ai pensatori del suo tempo, e a coloro che sarebbero seguiti, le idee di fondo e le direttrici di sviluppo essenziali. Tali capisaldi possono essere così sintetizzati:
- assumere una visione dell'azienda basata sul divenire sistemico e dinamico delle sue attività (nel linguaggio degli studi di strategia si potrebbe parlare di una system, dynamic, activity-based view dell'azienda) (Zappa 1927; Zappa 1957, II, §§ 102-109), ponendo al centro dell'attenzione la mutevole coordinazione delle operazioni/attività gestionali ordinate in processi e coordinazioni di processi;
- cogliere l'intreccio tra aspetti qualitativi e aspetti quantitativi dei fenomeni di azienda e di ambiente, aprendosi anche ad apporti di altre discipline utili ad individuare e comprendere le condizioni di funzionalità duratura delle aziende (Zappa 1927, pp. 52 s.);
- sviluppare conoscenze specialistiche di tipo funzionale (di gestione, organizzazione, rilevazione) e di tipo settoriale (relative a ben individuate categorie di aziende, private e pubbliche, operanti in contesti di mercato e non di mercato, profit e non profit) (Zappa 1927, pp. 54 s.).

### Il posizionamento dell'Economia aziendale nell'ambito dell'Economia
Nella concezione di G. Zappa, l'Economia aziendale non è una disciplina a sé stante, ma si posiziona nell'ambito della scienza economica, come ramo speciale dell'Economia, volto allo “studio delle condizioni di esistenza e delle manifestazioni di vita delle aziende” (Zappa, 1927, p. 54).
Consapevole delle difficoltà, da parte della teoria economica classica, di interpretare il concreto dispiegarsi di produzioni e consumi, di risparmi e investimenti, Zappa assegna, esplicitamente, all'Economia aziendale il compito di avviare “una nuova e caratteristica comprensione dei fenomeni economici” (1956, p. 3), di quei fenomeni, cioè, che, seppure non possono essere “palesati dal solo studio dell'Economia di Azienda”, hanno, però, “nelle aziende molte delle loro più diffuse e cospicue espressioni” (1956, pp. 172 s.).
In sostanza, nella concezione di Zappa, l'Economia aziendale si propone di integrare e contribuire alla comprensione di fenomeni di più ampia portata, come il funzionamento stesso dei sistemi economici aperti e dei flussi di produzioni, consumi, risparmi e investimenti, di cui l'azienda è soggetto partecipe e attivo.

### Il sistema azienda fra unitarietà sistemica e dinamismo
Le idee di fondo della disciplina di Zappa convergono nel definire la specifica missione scientifica dello studioso di economia aziendale: quella di maturare una comprensione profonda delle aziende, nella loro concreta complessità sistemica e dinamica.
La vocazione alla concretezza e l'aderenza alla realtà traspaiono già dalle definizioni che Zappa dà dell'azienda, così come dal continuo richiamo alla sua unità sistemica e al suo dinamismo.
Definire l'azienda come una “coordinazione economica in atto istituita e retta per il soddisfacimento di bisogni umani” (Zappa 1927, p. 54) è un chiaro invito, allo studioso, ad immergersi negli accadimenti di cui si compone la vita aziendale e a coglierne le relazioni sistemiche e dinamiche.
Non dissimilmente, la definizione di azienda - elaborata da Zappa nelle Produzioni – quale “istituto economico destinato a perdurare che, per il soddisfacimento dei bisogni umani, ordina e svolge in continua coordinazione la produzione o il procacciamento e il consumo della ricchezza” (Zappa 1956, p. 37). Anche tale definizione, mentre delinea il destino duraturo dell'impresa, focalizza l'attenzione sulla “continua coordinazione” degli accadimenti gestionali.
Costante è, nelle Produzioni, il richiamo di Zappa alla complessità e al dinamismo dei sistemi aziendali e alla scarsa conoscenza che ne abbiamo. L'unità o, meglio ancora, la continua unità è carattere e principio dominante che raccoglie, in un tutto, la vita economica sia delle singole aziende che dei sistemi più ampi dei quali esse fanno parte (Zappa 1957, II). Unità sistemica che costituisce il fulcro di ogni categoria di azienda, di produzione, familiare di consumo e composta pubblica (Masini, 1966 pp. 7–8).
La varietà e il dinamismo dei fenomeni produttivi introducono elementi di grande complessità negli studi economico-aziendali e nella concreta gestione: “La varietà della produzione d'impresa è estrema. Si modificano continuamente i volumi delle produzioni attuate; si succedono in coordinazioni assai diverse i difformi processi produttivi e le loro dissimili combinazioni; le qualità dei prodotti ottenuti dai singoli processi, per la pressione della cangiante domanda e per le rinnovate tecniche produttive, mutano assiduamente.” (Zappa 1957, III, pp. 62 s.).
Ne consegue il continuo richiamo ad un'approfondita indagine sulle relazioni dinamiche fra i diversi fenomeni del sistema azienda.

## L'Economia aziendale per il Progresso sociale e civile
L'Economia aziendale, già nell'impostazione datane da Zappa in Tendenze nuove (1927) e nel Reddito (1937), ma, soprattutto, nelle Produzioni (1956-57) e nelle Aziende di consumo (1962), emerge come disciplina volta ad assicurare il progresso economico, civile e sociale.
Tale tendenza scaturisce, in primo luogo, dalla centralità delle relazioni fra istituti e all'interno degli stessi, relazioni fondate su nessi sociali, e non su un sistema semplificato di relazioni di puro scambio.
I nessi sociali evidenziano il profilo solidaristico della vita economica delle aziende: l'Economia aziendale propone una visione del mondo economico, in cui, tra lo Stato e gli individui, si interpongono, in gran numero e varietà, i complessi istituti di azienda, che vedono gli uomini “effettivamente operare in solidarietà di intenti, di sforzi e di mezzi con altri uomini” per il soddisfacimento dei loro bisogni (Zappa 1956, p. 62), intrecciando “nessi numerosi e tenaci, estranei non di rado agli scambi di mercato” (Zappa 1962, pp. 700 s.).
In secondo luogo, la connaturata aderenza alla realtà, propria dell'Economia aziendale, costituisce antidoto contro ogni concezione riduttiva della natura umana e della vita economica. Ecco alcune affermazioni che testimoniano la presa di distanza dall'ipotesi dell'homo economicus e dalle teorie su di essa costruite: l'uomo “come operatore di azienda non è mosso unicamente da motivi utilitari”; “l'altruismo è nell'uomo un carattere primario, peculiare della sua natura di animale socievole” (Zappa 1962, p. 687); “nelle aziende si compongono gli interessi dei singoli e per il bene comune si moderano gli egoismi particolari” (Zappa 1956, p. 38). In sostanza, l'uomo non è portatore solo di bisogni materiali, ma anche di bisogni che hanno a che vedere con la sfera spirituale, intellettuale, morale, sociale.
In terzo luogo, nel sistema di pensiero di Zappa, ogni azienda, quale che essa sia, ha sempre una sua precisa ragione d'essere (o “missione”, nel linguaggio della letteratura manageriale) nell'appagamento di determinati bisogni umani. In questo, e solo in questo, “si riassume il fine economico di ogni processo di risparmio, di investimento, di produzione e di consumo di azienda” (Zappa 1957, II, p. 3). Ciascuna azienda è chiamata a realizzare questa missione in coerenza con la propria identità istituzionale, di azienda profit o non profit, pubblica o privata, cooperativa o capitalistica, quotata o non quotata, variamente esposta alla concorrenza di mercato. Una missione che ciascuna azienda deve attuare in modo responsabile e in armonia con i molteplici interlocutori, in vista del bene della società. Consegue che la funzione obiettivo di un'azienda non è mai riducibile ad un obiettivo singolo (come il profitto o la crescita o il consenso di determinati interlocutori), al quale ogni altro obiettivo debba essere subordinato, ma è sempre sintesi di una molteplicità di obiettivi interrelati, interconnessi. L'insieme di questi obiettivi costituisce il “bene comune dell'azienda”.
Quanto brevemente esposto, e i successivi sviluppi delle ricerche economico-aziendali lungo le linee tracciate da Zappa (Coda 2002) avvalorano la tesi che l'Economia aziendale, “in quanto studia l'amministrazione economica [delle aziende] nella loro complessa concretezza, … concorre a riportare la scienza economica ad un più vivo rapporto con i fini umani ed a reintegrarla nel sistema delle dottrine morali e civili” (Onida 1961, p. 351).

## Zappa, il Capo-scuola
Zappa non è solo portatore di un profondo rinnovamento nelle discipline economiche, ma è anche fondatore della Scuola di Economia Aziendale italiana, il Maestro. Egli sceglie “di edificare una scuola, e di dedicarsi anima e corpo alla formazione degli allievi” (Coda 2002, p. 3).
Nel verbale del Consiglio di Facoltà dell'Università di Venezia di proposta per la sua nomina a Professore emerito (21 gennaio 1955), il profilo professionale di Zappa viene, così, delineato: “La cattedra di Ca' Foscari […] divenne quasi un simbolo dell'approfondita ricerca sulle condizioni di vita delle aziende. …I migliori studiosi che oggi danno decoro, nel campo economico-aziendale, alle Università italiane, uscirono dalla sua scuola e da quella trassero l'indirizzo dei loro studi, ed il suo nome si diffuse nel mondo e si allineò accanto a quello del sommo Besta” (Verbale, p. 2).
Il suo ruolo di capo-scuola si estrinseca in una molteplicità di dimensioni, di cui, in questa sede, si richiamano quelle essenziali.
La forza del suo pensiero, la lucidità delle sue intuizioni irrompono nel pensiero dominante del tempo, dischiudendo orizzonti nuovi e terreni fertili da esplorare. Tuttavia, una volta che le sue idee trovano ampia diffusione e accettazione nella comunità scientifica, Zappa non si adagia sui pubblici onori, né assume un atteggiamento protezionista a difesa delle proprie conquiste; egli si attiva per favorire l'avanzamento del pensiero scientifico, e non manca di dare slancio a ulteriori progressi. “L'economia aziendale è come un grattacielo altissimo, di cui sinora abbiamo posto solo le fondamenta”: queste le parole con cui G. Zappa prospetta alle giovani generazioni l'immenso campo di lavoro che li attende (Coda, 2002, p. 1).
Nell'attività di ricerca, stabilisce rapporti di collaborazione con i suoi discepoli, divenendone guida accorta, premurosa, attenta. Tale attività è altrettanto importante quanto quella di studioso e, anzi, proprio all'attività di guida dei suoi allievi dedica tempo, energie e risorse personali:
- propone loro nuovi filoni di indagine, assegnando, a ciascuno, la responsabilità di sviluppare specifici campi del sapere. Ugo Caprara, ricorda: “Egli mi assegnò un compito che mi accese l'animo di entusiasmo: rielaborare la disciplina che indaga il manifestarsi della gestione aziendale; toglierla dall'empirismo in cui dimorava, tentarne la composizione in dottrina scientificamente autonoma, nell'ambito dell'Economia aziendale” (Caprara 196, p. 295);
- con dedizione e cura, legge, commenta e dà suggerimenti sui loro elaborati, ricevendo i suoi allievi presso l'Università Bocconi e nel suo studio di Via Bonaventura Cavalieri a Milano. Caprara, rievoca i primi passi dell'incerto cammino sotto la guida del Maestro: “egli mi chiamava per comunicarmi le sue impressioni, le sue osservazioni tratte dalla lettura sempre attentissima dei miei manoscritti” (1961, p. 295);
- parimenti importanti sono il sostegno e l'incitamento appassionato ad avanzare nel cammino intrapreso: “vivo ho il ricordo dei momenti del Suo viso illuminato per un frutto apprezzabile della mia fatica. Allora soleva alzare gli occhi dalla mia pagina e volgere lo sguardo verso la vetrata che dava sul giardino. Ed era come se la luce del cielo si raccogliesse tutta nei Suoi occhi, e dai Suoi occhi scendesse ad irraggiarmi l'anima. Dopo qualche attimo di silenzio la Sua interna emozione si tramutava in un paterno incitamento a perseverare nella direzione intrapresa” (Caprara 1961, p. 296). Caprara ricorda l'eloquenza delle lezioni del Maestro, lo stile caratteristico del suo insegnamento, la cura di suscitare negli allievi prospettive di studio sempre più vaste e sfidanti. Egli è, insieme, scienziato, maestro ed educatore; suole dire ai suoi allievi: “la cattedra è povera cosa quando l'insegnante non sappia essere insieme un maestro e un educatore, quando non sappia suscitare fervore di ricerche e amore per quanto di generoso e di bello ha la vita”. (Caprara 1961, p. 303)

Gli studi economico-aziendali continuano così ad essere sviluppati nel tempo dai suoi allievi e collaboratori, “che producono numerose opere: oltre 200 nelle sole collane della Bocconi e di Ca' Foscari” (Masini 1966, p. 1).
In tal modo, nel solco tracciato dal Maestro, essi contribuiscono alla divulgazione e allo sviluppo delle sue idee, dando impulso, nei decenni, alla costruzione di autonome scuole di pensiero. Queste, oltre ad alimentare un elevato numero di studi, danno luogo alla nascita di diverse discipline.
Il ruolo di G. Zappa quale caposcuola va oltre i contenuti e il dispiegarsi del sapere nei decenni successivi. La sua impronta culturale e personale dura nel tempo e lascia traccia inconfondibile, oltre che nel pensiero e nella mente dei discepoli, nel loro animo e nella loro vita. Tutti lo ricordano con stima e rispetto, consapevoli di aver incontrato una persona di grande impronta caratteriale oltre che culturale, un maestro dai tratti severi ma gentili, un educatore dal rigore morale e intellettuale: “egli ci prese la mente e il cuore. La mente per la potenza del suo pensiero; il cuore per la grandezza del suo animo, per la nobiltà del suo agire, per l'austerità della sua vita” (Caprara 1961, p. 295).
L'impegno per la ricerca e lo sviluppo del libero pensiero caratterizzano le relazioni personali fra Zappa e i suoi allievi, e, da lì, agli allievi degli allievi, fino a connaturare la dimensione culturale della sua scuola intesa non come insieme di conoscenze specialistiche, bensì come abiti comportamentali e stili di relazione improntati alla condivisione del pensiero, al rispetto reciproco, alla libertà d'animo, all'impronta etica.
Zappa svolge, infine, un ruolo chiave nello stabilire le premesse di metodo della ricerca, ciò che avrebbe orientato i successivi, futuri sviluppi della scienza dell'Economia aziendale.

### Il metodo scientifico nell'Economia aziendale
G. Zappa assegna, al metodo scientifico, un ruolo chiave nella disciplina dell'Economia Aziendale. In avvio della sua Prolusione Tendenze nuove [prima ancora di avviare quei ragionamenti che avrebbero cambiato il corso degli studi economici in Italia], dedica ampio spazio alle premesse di metodo che devono informare il procedere della nuova dottrina, sottolineando come “di metodi convien discutere se con probità si riconosce l'autorità dei fatti” (1927, p. 11). Egli individua nel metodo “l'ambiente che solo offre alle idee adeguate condizioni di sviluppo” (1927, p. 11). E ancora: “informa la scienza il metodo, fa il metodo progredire la scienza” (1927; p. 11); “coloro che disdegnano le considerazioni metodologiche, troppe vie, troppe indefinite possibilità di ricerca si precludono” (1927, p. 12).
Nel pensiero di Zappa, la scienza economico-aziendale, prima ancora che un insieme di conoscenze e risultati concettuali, è metodo: “noi sentiamo che, pur nelle discipline di applicazione, la scienza, più che un sistema di risultati, è un'armonica associazione di metodi. I risultati raggiunti non sono che pietre miliari segnanti il cammino del vero: sola attitudine scientifica è quella dell'indagatore che sempre è atto a completare o ad abbattere le costruzioni già erette” (1927, p. 13).
È su queste premesse di metodo che G. Zappa costituisce la base per lanciare la sfida al sapere della dottrina contabile del tempo, dichiarando, nei paragrafi immediatamente successivi della sua Prolusione,: “Anche la ragioneria, se vuol vivere feconda, deve rinunciare alla presunzione di aver compiuto opera definitiva, deve ricevere impronta dal dinamismo fervido che informa la vita economica, deve coglierne lo spirito e in sé riviverlo” (1927, p. 16).
Zappa, delinea, così, i tratti dell'Economia aziendale, come di scienza evolutiva, in grado di rimettere in discussione le proprie conquiste ed anche quelle conclusioni che, nella comunità scientifica, appaiono le più consolidate ed indiscusse.
In tale dinamica evolutiva, le idee e l'aderenza alla realtà dei fatti costituiscono la guida e la direzione del vero progresso scientifico. Idee e verità vanno anteposte alle appartenenze di scuola. A questo concetto vengono affidate le conclusioni di Tendenze nuove: “non menomate le vostre attitudini alla ricerca scientifica con esclusività di metodo, con pregiudizi di cenacolo accademico, con egoismi di scuola. Anche in ragioneria, non ci sono che due scuole, la scuola di coloro che sanno e la scuola di coloro che non sanno” (1927; p. 38). Con la sua esperienza di vita, ne dà testimonianza concreta e vivida; nel seguire gli studi dei suoi allievi, suole ripetere “allontanatevi il più possibile da me” (Onida, 1961, p. 353).
Il progredire scientifico viene concepito come frutto di fatica e impegno, come il risultato di un programma di lavoro “sine lassitudine”. Soprattutto, il progredire scientifico è affidato al franco, aperto confronto delle idee fra studiosi, più che alle speculazioni individuali, sviluppate nel chiuso di una mente umana. Il confronto delle idee è alla base dello sviluppo scientifico secondo Zappa. Non a caso il documento fondativo Tendenze nuove è dedicato a quelli che Egli definisce, con intonazione affettuosa: “Ai miei cari allievi, ai miei Collaboratori, tra gli Allievi i diletti”. E ancora, in avvio della Prolusione, egli richiama esplicitamente il contributo dei suoi collaboratori ai risultati della sua ricerca, quei collaboratori che, dice Zappa, “in salda comunione di pensieri mi prestano la fervida loro opera” (1927, p. 8). L'aperto confronto delle idee, alla base del processo di evoluzione scientifica dell'Economia aziendale, trova espressione in Zappa innanzitutto nel rapporto maestro-allievo.
Egli svolge, di fatto, un ruolo chiave nello sviluppo dell'Economia aziendale, non solo come pensatore, ma anche come caposcuola, prendendosi cura dei suoi allievi e stabilendo, con loro, un rapporto di indirizzo, di stimolo e di rispetto. I ruoli essenziali del Maestro vengono da lui svolti con cura e dedizione: assegna obiettivi sfidanti e avvincenti ai suoi allievi, attribuendo a ciascuno la responsabilità per l'avanzamento di specifici rami del sapere; guida e indirizza personalmente i loro sforzi di ricerca, dedicando tempo e attenzione alla lettura dei loro elaborati; li incita e li sprona a perseverare nella direzione intrapresa, sostenendoli nella dura fatica del lavoro scientifico (Caprara, 1961).
Nel procedere del sapere, G. Zappa richiama la validità del metodo scientifico di matrice galileiana (1927, p. 12); egli rifugge dalle eccessive generalizzazioni concettuali, quanto dal puro empirismo. Rispetto alle discipline economiche del tempo, Zappa avverte la necessità di adottare un metodo più aderente alla concreta vita aziendale. Ad esempio, come riportato da Onida, all'inizio del suo percorso scientifico Zappa avverte con forza “l'insufficienza della dottrina contabile” che “s'indugiava sulla formale tecnica della registrazione, senza penetrarne il significato economico e, spesso, dando ai conti ed alle loro variazioni significati irreali” (Onida, 1961, p. 339).
Dal punto di vista metodologico, quindi, l'Economia aziendale esprime, innanzitutto, un radicale avvicinamento dell'indagine conoscitiva alla concreta realtà dei fatti, al loro dispiegarsi nel tempo, al loro intrecciarsi in un complesso nesso di relazioni sistemiche. Zappa individua, nell'attenta osservazione della realtà la base necessaria di ogni utile costruzione teorica. La metodica dell'osservazione sistematica dei fatti rappresenta, pertanto, il presupposto indispensabile per ogni progresso scientifico. Ne Il Reddito, egli scrive: “Le teorie hanno dei doveri verso i fatti, mentre i fatti non hanno che dei diritti verso le teorie” (1937, p. 3).
Al contempo, Zappa rifugge dal puro empirismo, rifiutando una concezione di sapere economico relegato a una semplice narrazione di fatti e accadimenti. E così dichiara che “I concetti palesano i significati sovente risposti, dei fenomeni e delle cose” (1960, p. 23). Nell'assegnare all'allievo Caprara il compito di rielaborare la disciplina della gestione aziendale, Zappa enuclea esplicitamente l'obiettivo di “toglierla dall'empirismo in cui dimorava” (Caprara, p. 295). Nella sua concezione, il metodo scientifico sottende una modalità strutturata, approfondita e accorta di osservazione del funzionamento delle aziende, al di là del palesarsi immediato dei loro fenomeni, per creare “un mondo di pensiero che non trascende l'esperienza, ma che dalla vita dipartendosi e alla vita riaccostandosi la illumina di non fugace splendore” (1927, p. 13).
In questo difficile tentativo di coniugare l'elaborazione concettuale con l'aderenza ai fatti e con l'indagine empirica, risiede, secondo Zappa, il metodo scientifico dell'Economia aziendale: nel progredire del sapere, “anche ai concetti ultimi, così come alle prime proposizioni, si deve pervenire o per sintesi composte su osservazioni e analisi di fatti concreti, o per deduzioni raffrontate con la realtà” (1937, p. 3).
Il metodo, in definitiva, è il fulcro della scienza dell'Economia aziendale, la chiave della sua vitalità e della sua capacità di suscitare vivido interesse e continuo ingegno: “solo una conoscenza non superficiale, solo una pratica acuta di adatti metodi di indagine può risvegliare nei giovani il gusto della ricerca” (1927, p. 13).

## G. Zappa, l'Uomo
Se dal punto di vista scientifico rilevante è delineare l'importanza dell'opera innovatrice di Zappa ed il suo profilo di Maestro, altrettanto importante è far cenno degli aspetti umani della sua personalità.
Il suo allievo Ugo Caprara lo descrive così: “… vestiva sempre con sobria distinzione.. dietro le lenti terse, gli occhi chiari, sempre illuminati da una luce interiore,… alto, asciutto, mai lo vidi incurvarsi nelle spalle… con tutti era semplice e affabile... lo si avvertiva consapevole della sua forza d'ingegno, della sua meditata preparazione, della sua illuminata erudizione. Come i suoi modi erano naturali e schivi di ogni ombra di ostentazione, così il suo parlare era sobrio, sempre essenziale” (1961, p. 301).
Egli “non identifica il benessere economico con il bene morale” (Onida 1961, p. 354) e pone il primo a guida e orientamento delle sue scelte, personali e professionali. Impronta la sua vita ai valori morali di integrità, impegno, senso di responsabilità, prodigandosi per la ricerca del bene comune, mai anteponendo il proprio interesse personale: egli “disdegna cariche, onori e facili guadagni” (Onida 1961, p. 354), è “ligio al dovere più austero, mai compensato in misura adeguata alla qualità dei compiti svolti” (Caprara 1961, p. 304). In tale prospettiva, Zappa rende testimonianza, nella vita, dei propositi e degli orientamenti del suo stesso pensiero scientifico.
Il suo rigore morale e la tempra caratteriale giocano un ruolo chiave. Caprara ricorda: “ciò che tutti abbiamo potuto amare ed ammirare in lui, è stata la sua forza morale, che gli permise di sostenere le proprie convinzioni con un ardire, impregnato dall'idea dell'umanità e superiore a qualsiasi conformismo.” (Caprara 1961, p. 305)
Trascorre il suo tempo in famiglia, donando e ricevendo amore e attenzione; “sente fortemente gli affetti familiari, lontano dalle manifestazioni di vita mondana” (Onida 1961, p. 355); dedica la propria vita agli studi “guidato da una base incrollabile di morale cristiana” (Masini 1966, p. 2).
Dalla propria famiglia, estende gli affetti alla famiglia dei discepoli: è pronto a condividere, con loro, gli eventi più importanti della sua vita, ma con riservatezza, e senza enfatizzazioni. Caprara (1961) ricorda come, una sera d'estate, al termine di una seduta di esami, nella vecchia sede della Bocconi, seduti al tavolo di una modesta trattoria, gli comunica di essersi unito in matrimonio con una dolce creatura… poi prende a parlare d'altro.
In un tale rapporto, non vengono meno la sua attenzione e la guida paterna: “mentre li esorta a mantenersi sempre alacri, vigila sul cammino morale della loro vita. È il forte amico di loro tutti, anche nelle ore tristi” (Caprara 1961, p. 303).
I suoi allievi danno testimonianza, nei loro numerosi scritti, della sua alta statura di uomo e di scienziato. “Sempre egli si manifestava a noi come il simbolo di una vita di eccezione, nella quale il sapere si integra di luci spirituali e di caldi sentimenti di bene” (Caprara 1961, p. 304).

## Le pubblicazioni di G. Zappa
- Le valutazioni di bilancio, con particolare riguardo ai bilanci delle società per azioni, Milano, 1910.
- Le tecnica dei cambi esteri. Teoria e pratica dei pagamenti internazionali. Appendice: Usi cambiari delle principali piazze del Mondo, s.d.
- Le operazioni del credito commerciale, Genova, 1915.
- La determinazione del reddito nelle imprese commerciali. I valori di conto in relazione alla formazione dei bilanci, Roma, 1920-1929
- Bilanci di imprese commerciali. Note e commenti, Milano, 1923.
- La tecnica amministrativa delle imprese industriali, Milano, 1923.
- Tendenze nuove negli studi di ragioneria, Milano, 1927.
- La disconosciuta limitatezza delle rilevazioni di conto sistematiche, in “Rivista di Ragioneria e Studi affini”, Padova, 1928.
- Tecnica della speculazione di borsa, Milano, 1935
- Fabio Besta, il Maestro, Venezia, 1935.
- Il reddito di impresa. Scritture doppie, conti e bilanci di aziende commerciali, Milano, 1937.
- La nazionalizzazione delle imprese. Brevi note economiche, Milano, 1946.
- La tecnica della speculazione di borsa. Parte prima: Le operazioni elementari di borsa, in “Rivista dei Dottori Commercialisti, Milano, 1950-1951 e 1951-1952.
- I problemi odierni dell'industria italiana, in “Bollettino del Servizio di Studi Economici” del Laboratorio di Politica Economica dell'Istituto Universitario di Economia e Commercio di Venezia, Venezia, 1951.
- L'inflazione del credito e la moneta di banca, in “Bollettino del servizio Studi Economici”, del Laboratorio di Politica Economica dell'Istituto Universitario di Economia e Commercio di Venezia, Venezia, 1951.
- Le partecipazioni e i finanziamenti a lungo termine e di gruppo nelle banche miste, in “Rivista dei Dottori Commercialisti”, Milano, 1951-1952.
- La continua unità e l'autonomia economia dell'azienda, in “Rivista dei Dottori Commercialisti”, Milano, 1951-1952.
- La nozione di azienda nell'economia moderna, in “Il Risparmio”, Milano, 1954.
- I risparmi, gli investimenti e le produzioni di impresa, in “Il Risparmio”, Milano, 1956.
- Le armonie, i dissensi e i contrasti fra i fattori della produzione e tra i suoi organi nelle imprese. I nuovo ordinamenti del lavoro tenacemente perseguiti, in “Rivista dei Dottori Commercialisti, Milano, 1956.
- Le produzioni nell'economia delle imprese, Tomi I, II, III, Milano, 1957.
- Il pensiero di Gino Zappa sugli odierni problemi economici e finanziari dell'industria italiana, in “Bancaria”, 1957.
- La dinamica dei processi economici e delle altre coordinazioni di gestione nelle imprese, in “Rivista dei Dottori Commercialisti”, Milano, 1958.
- L'ipotesi del costante nella dottrina e nella gestione d'azienda, in “Il Risparmio”, 1958.
- Le condizioni e le circostanze di instabilità delle gestioni di azienda, in “Rivista dei Dottori Commercialisti”, Milano, 1959.
- La perturbante instabilità dei mercati e delle gestioni di azienda, in “Rivista dei Dottori Commercialisti”, Milano, 1959.
- Nuove condizioni e circostanze dell'instabile gestione di azienda, in “Il Risparmio”, 1959.
- La ricercata stabilità delle economie dell'azienda e dei mercati, in “Il Risparmio”, 1959.
- La nozione di sistema; le sue vaste applicazioni; i diversi sistemi nell'economia di ogni azienda, in “Il Risparmio”, 1959.
- Il divenire sociale, in “Il Risparmio”, 1960.
- La popolazione, i suoi movimenti e la sua economia, in “Il Risparmio”, 1960.
- L'economia delle Aziende di consumo, Giuffrè, Milano, 1962.

### Pubblicazioni per gli Istituti tecnici
- Elementi di computisteria, ragioneria e pratica commerciale. Libro primo, seconda edizione, Milano, 1951 (in collaborazione con i proff. Lino Azzini e Giuseppe Cudini).
- Elementi di computisteria, ragioneria e pratica commerciale. Libro secondo, Milano, 1949 (in collaborazione con i proff. Lino Azzini e Giuseppe Cudini).
- Computisteria, seconda edizione, Milano, 1951 (in collaborazione con i proff. Lino Azzini e Giuseppe Cudini).
- Ragioneria generale, seconda edizione, Milano, 1951, (in collaborazione con i proff. Lino Azzini e Giuseppe Cudini).
- Ragioneria applicata alle aziende private, Milano, 1951, (in collaborazione con i proff. Lino Azzini e Giuseppe Cudini).
- Complementi di ragioneria applicata alla aziende private: Le associazioni in partecipazione – Le imprese divise, Milano, 1952, (in collaborazione con i proff. Lino Azzini e Giuseppe Cudini).
- Ragioneria applicata alle aziende pubbliche. Primi principi, Milano, 1954, (in collaborazione con il Prof. Arnaldo Marcantonio).
- Esercitazione di ragioneria generale da svolgere, Milano, 1956, (in collaborazione con i proff. Lino Azzini e Giuseppe Cudini).

## Opere citate
- Canziani, Arnaldo, (1987), Sulle premesse metodologiche della rivoluzione zappiana, in AA. VV., Saggi di economia aziendale per Lino Azzini, Giuffré, Milano, pp. 183–248.
- Caprara, Ugo, (1961), Gino Zappa, L'Uomo, Giuffré Editore, Milano.
- Coda, Vittorio (2002), L'Economia aziendale nella seconda metà degli anni '50: una rivisitazione delle ‘Produzioni’ e dell'opera postuma di Gino Zappa, Contabilità e Cultura Aziendale, volume II, numero 1.
- Masini, Carlo, (1966), Gino Zappa. La sua dottrina e la professione del Dottore commercialista, Giuffré Editore, Milano.
- Onida, Pietro (1961), Gino Zappa: commemorazione tenuta a Ca' Foscari il 15 aprile 1961, Annuario dell'Istituto Universitario di Economia e Commercio e di Lingue e Letterature Straniere di Venezia per gli anni Accademici dal 1957-58 al 1963-64, pp. 333–358.
- Verbale del Consiglio di Facoltà, 21 gennaio 1955 (1955), Istituto Universitario di Economia e Commercio e di Lingue e Letterature Straniere, Venezia.
- Zappa, Gino (1927), Tendenze nuove negli studi di ragioneria, Annuario del r. Istituto Superiore di Scienze Economiche e Commerciali di Venezia per gli Anni Accademici 1925-26 e 1926-27, pp. 29–62.
- Zappa, Gino (1937), Il reddito di Impresa. Scritture doppie, conti e bilanci di aziende commerciali, Giuffrè, Milano.
- Zappa, Gino (1956), Le produzioni nell'Economia delle Imprese, Vol. I, Giuffrè, Milano.
- Zappa, Gino (1957), Le produzioni nell'Economia delle Imprese, Vol. II e Vol. III, Giuffrè, Milano.
- Zappa, Gino (1962), L'economia delle Aziende di consumo, Giuffrè, Milano.